# Rechtsverhältnis
Ein Rechtsverhältnis (oder Rechtsbeziehung) ist die Beziehung mindestens zweier Rechtssubjekte zueinander oder die Beziehung eines Rechtssubjekts zu einem Rechtsobjekt, soweit hierbei Rechtsfragen zu Grunde liegen. Innerhalb einer Rechtsordnung ist ein Rechtsverhältnis dann anzunehmen, wenn die in Rede stehende Beziehung rechtlich geregelt ist.

## Allgemeines
Das Rechtsverhältnis betrifft also Personen untereinander (beispielsweise im Familien-, Gesellschafts-, Handels- oder Schuldrecht) oder die Beziehung zwischen Personen und Sachen (vor allem im Sachenrecht oder teilweise im Erbrecht).
Der Rechtsbegriff des Rechtsverhältnisses ist daher weiter als derjenige des Schuldverhältnisses, weil er auch die Beziehungen des Eigentums an einer Sache oder des Erbganges einer Sache sowie die familienrechtlichen Beziehungen zweier Rechtssubjekte umfasst. Umgekehrt ist jedes Schuldverhältnis auch ein Rechtsverhältnis; die Rechtsgeschäfte des Schuldrechts führen schließlich zu besonders ausgestalteten Rechtsverhältnissen der beteiligten Personen.
Aus einem Rechtsverhältnis lassen sich die subjektiven Rechte des Privatrechts und Öffentlichen Rechts herleiten. Das Bestehen oder Nichtbestehen eines Rechtsverhältnisses kann mit Hilfe einer Feststellungsklage gerichtlich festgestellt werden.

## Arten
Je nach Art des Rechtsverhältnisses werden hierfür auch spezifische Bezeichnungen verwendet, z. B.:
- Schuldverhältnis, ein schuldrechtliches Verhältnis zwischen Rechtssubjekten

- Vertragsverhältnis, ein durch Vertrag begründetes Schuldverhältnis

- Kaufvertragsverhältnis, ein durch Kaufvertrag begründetes Schuldverhältnis
- Werkvertragsverhältnis, ein durch Werkvertrag begründetes Schuldverhältnis
- Arbeitsverhältnis, ein durch Arbeitsvertrag begründetes Schuldverhältnis
- Dienstverhältnis, ein durch Dienstvertrag begründetes Schuldverhältnis
- Kreditverhältnis, ein durch Kreditvertrag begründetes Schuldverhältnis
- Mietverhältnis, ein durch Mietvertrag begründetes Schuldverhältnis
- Pachtverhältnis, ein durch Pachtvertrag begründetes Schuldverhältnis
- Versicherungsverhältnis, ein durch Versicherungsvertrag begründetes Schuldverhältnis

- Eigentümer-Besitzer-Verhältnis, ein gesetzliches Schuldverhältnis zwischen dem Eigentümer und dem unrechtmäßigen Besitzer einer Sache
- Kondiktionsverhältnis (auch Bereicherungsverhältnis), ein gesetzliches Schuldverhältnis zwischen rechtsgrundlos Bereicherten und Entreicherten
- GoA-Verhältnis, ein gesetzliches Schuldverhältnis zwischen dem Geschäftsführer ohne Auftrag und dem Geschäftsherrn
- Unterhaltsverhältnis, ein gesetzliches Schuldverhältnis zwischen dem Unterhaltsberechtigten und dem Unterhaltspflichtigen

- Personenverhältnis, ein personenrechtliches Verhältnis zwischen Rechtssubjekten

- Eheverhältnis, ein durch Eheschließung begründetes Personenverhältnis
- Eltern-Kind-Verhältnis

- Herrschaftsverhältnis, ein Rechtsverhältnis eines Rechtssubjektes zu einem Rechtsobjekt

- Eigentumsverhältnis, ein umfassendes Herrschaftsverhältnis zu einer Sache
- Pfandverhältnis, ein durch Verpfändung begründetes Herrschaftsverhältnis zu einer beweglichen Sache

Hierbei umfasst dieses spezifizierte Verhältnis nicht unbedingt das gesamte bestehende Rechtsverhältnis, sondern bezieht sich nur auf den Teil des gesamten Verhältnisses, soweit es von der spezifizierten Art ist.

## Bedeutung
Der Marxist Eugen Paschukanis bezeichnete die gesamte Gesellschaft als eine „unendliche Kette von Rechtsverhältnissen“, die zwischenmenschliche Beziehungen und Machtunterschiede im Hinblick auf die Verfügungsgewalt über Sachen und die damit verbundene menschliche Arbeit gesellschaftlich regeln. Für den Juristen Gustav Radbruch galt 1903 das Korrelationsverhältnis zwischen Recht und Pflicht als das verallgemeinerte abstrakte Rechtsverhältnis. Ein Rechtsverhältnis spezieller niederer Ordnung ist bspw. das Recht des Verkäufers auf den Kaufpreis mit der Pflicht des Käufers, ihn zu entrichten. Das Recht des Käufers auf die Ware und die Pflicht des Verkäufers zur Lieferung vervollständigen diese Rechtsverhältnisse niederster Ordnung zum zusammengesetzten Rechtsverhältnis Kaufvertrag. Für Otto Bachof galt das Rechtsverhältnis als Rechtsinstitut, das es mehr als jedes andere verdiene, eine zentrale Stellung im Verwaltungsrecht einzunehmen. Ein Rechtsverhältnis bringt Personen untereinander und Sachen zu Personen in eine Rechtsbeziehung. Die Bedeutung der Rechtsnorm für das Rechtsverhältnis zeige sich Norbert Achterberg zufolge in ihrer Begrenzung auf ein solches oder auf eine Gruppe von solchen; haben Rechtsnormen nur für ein bestimmtes Rechtsverhältnis Bedeutung – beispielsweise die Vorschriften über den Kaufvertrag für das sich als einen solchen darstellende Rechtsverhältnis zwischen den Vertragsparteien bei mangelnder Drittwirkung, so besitzen sie monovalente Natur.